# Equisetum pratense
Equisetum pratense is een overblijvende plant, die behoort tot de paardenstaartfamilie (Equisetaceae). De plant komt van nature voor op het noordelijke Noordelijk halfrond. Europa: IJsland, Schotland, Scandinavië, Centraal-Europa (de westgrens loopt door Duitsland) tot de Alpen. Elders wordt hij gevonden in noordelijk Noord-Amerika en Azië. In Nederland en België komt de soort niet voor. Het aantal chromosomen is 2n = 216.
De plant wordt 10–30 cm hoog. De fertiele en steriele, 1–4 mm dikke spruiten met 10-20 ribben hebben een verschillend uiterlijk. De fertiele spruiten zijn geelachtig bruin en onvertakt. Ze krijgen na het rijpen van de sporen een groene kleur en vertakken dan ook, waardoor ze dan op de steriele spruiten lijken. De steriele spruiten zijn grasgroen. De top van de spruit is vaak naar voren gebogen. De centrale holte omvat meer dan de helft van de doorsnede van de stengel. Net als de verwante bospaardenstaart is de stengel, met name in het bovenste deel, bezet met dunne spiculae van silicium.
De blauwachtig groene stengelscheden zijn trechtervormig verbreed en hebben tien tot twintig, witgerande tanden. De vrijstaande, blijvende tanden zijn even lang als de stengelschede. De niet holle zijtakken zijn in de regel onvertakt en hebben drie (zelden vier) ribben.
Aan de top van fertiele spruiten verschijnen in mei en juni 20–25 mm lange sporenaren. De aar heeft een stompe bovenkant.
E. pratense komt voor in weiland, vochtige bergheide, (beuken-)bossen en struikgewas vooral op vochtige, kalkarme, maar wel basische grond.

## Determinatie
Met de loep zijn de spiculae goed zichtbaar en onderscheiden de soort van de meeste andere paardenstaarten. Heermoes is grover van bouw, heeft vierkante zijtakken met trompetvormige schedes. Armetierige exemplaren van de bospaardenstaart met onvertakte zijtakken zijn herkenbaar aan de vliezig-bruine stengelschedes.

## Naam
E. pratense heeft geen officiële Nederlandse naam. De wetenschappelijke naam en de meeste namen in andere Europese talen betekenen "weidepaardestaart". De naam "veldpaardestaart" is een verouderde naam van het heermoes.
Geslacht: Equisetum

Soorten: ... · 
E. arvense (Heermoes) · 
E. bogotense · 
E. diffusum · 
E. fluviatile (Holpijp) · 
E. giganteum · 
E. hyemale (Schaafstro) · 
E. laevigatum · 
E. ×litorale (Bastaardpaardenstaart) · 
E. ×moorei (Vertakt schaafstro) · 
E. myriochaetum · 
E. palustre (Lidrus) · 
E. pratense · 
E. ramosissimum (Vertakte paardenstaart) · 
E. scirpoides · 
E. sylvaticum (Bospaardenstaart) · 
E. telmateia (Reuzenpaardenstaart) · 
E. ×trachyodon (Ruwe paardenstaart) · 
E. variegatum (Bonte paardenstaart) · 
...